# Regelsatzverordnung
Die Regelsatzverordnung (RSV), im Langtitel Verordnung zur Durchführung des § 28 des Zwölften Buches Sozialgesetzbuch, regelte in Deutschland bis Ende 2010 Inhalt, Bemessung und Aufbau der Regelsätze der Sozialhilfe sowie ihre Fortschreibung. An diesen Regelsätzen orientierte sich auch weitgehend die Regelleistung des SGB II (Arbeitslosengeld II).
Die Verordnung wurde mit Wirkung zum 1. Januar 2011 durch das Regelbedarfs-Ermittlungsgesetz (RBEG) ersetzt.

## Zusammensetzung und Berechnung der Regelsätze

„Hartz IV“ als Basis für die Bemessung des Grundfreibetrags: Der Eckregelsatz und die Regelleistung stellen das für Arbeitslosengeld II, Sozialhilfe, Grundsicherung im Alter, Pfändungsfreigrenze und Steuerfreibeträge maßgebliche Existenzminimum dar.

Die in der Regelsatzverordnung festgelegten Regelsätze wurden zuletzt aus der Einkommens- und Verbrauchsstichprobe (EVS)1 von 2003 abgeleitet; für die RSV wurde dabei das Ausgabeverhalten der unteren 20 Prozent der erfassten Verbrauchergruppen berücksichtigt. Für die Ermittlung des Regelsatzes wurden die in der EVS ermittelten Ausgaben in zehn Abteilungen gruppiert und mit einem komplexen Schlüssel anteilig abgesenkt. Der Regelsatz setzte sich aus folgenden zehn Abteilungen zusammen:
| Ausgabenposten                                                                                     | Prozentsatz | Alleinstehende Person | Kind ab Vollendung des 14. Lebensjahres | Kind bis zur Vollendung des 14. Lebensjahres |
| -------------------------------------------------------------------------------------------------- | ----------- | --------------------- | --------------------------------------- | -------------------------------------------- |
| Nahrung, Getränke, Tabakwaren                                                                      | ca. 37 %    | 128,39                | 102,86                                  | 076,96                                       |
| Bekleidung, Schuhe (inkl. Reinigung, Waschen, Reparatur)                                           | ca. 10 %    | 034,70                | 027,80                                  | 020,80                                       |
| Wohnen (ohne Mietkosten) also Strom, Warmwasseraufbereitung & Wohnungsinstandhaltung (Renovierung) | ca. 08 %    | 027,76                | 022,24                                  | 016,64                                       |
| Möbel, Apparate, Haushaltsgeräte                                                                   | ca. 07 %    | 024,29                | 019,46                                  | 014,56                                       |
| Gesundheitspflege                                                                                  | ca. 04 %    | 013,88                | 011,12                                  | 08,32                                        |
| Verkehr (Öffentliche Verkehrsmittel und Fahrrad sowie Zubehör)                                     | ca. 04 %    | 013,88                | 011,12                                  | 08,32                                        |
| Telefon, Fax, Post- und Kurierdienstleistungen.                                                    | ca. 09 %    | 031,23                | 025,02                                  | 018,72                                       |
| Freizeit, Unterhaltung, Kultur (darin auch Schreibwaren sowie Schulmaterial)                       | ca. 11 %    | 038,17                | 030,58                                  | 022,88                                       |
| Beherbergungs- und Gaststättenleistungen                                                           | ca. 02 %    | 06,94                 | 05,56                                   | 04,16                                        |
| Sonstige Waren und Dienstleistungen                                                                | ca. 08 %    | 027,76                | 022,24                                  | 016,64                                       |
| Summen                                                                                             | 0100 %      | 0347,00               | 0278,00                                 | 0208,00                                      |

Der monatliche Regelsatz für Nahrung, Getränke, Tabakwaren entsprach Tagessätzen von 4,28 €, 3,43 € bzw. 2,57 €. Nach Berechnungen des Forschungsinstitut für Kinderernährung Dortmund betrug der tatsächliche Lebensmittelbedarf für ein 11-jähriges Kind 5,71 €. Der monatliche Regelsatz für Freizeit, Unterhaltung, Kultur entsprach Tagessätzen von 1,27 €, 1,02 € bzw. 0,76 €.
Der Regelsatz umfasste nicht den gesamten Lebensunterhalt, er konnte beispielsweise in sonstigen Lebenslagen nach § 73 SGB XII entsprechend den besonderen Bedürfnissen durch einmalige Beihilfen ergänzt werden.
Die Regelsätze waren auch Grundlage dafür, in welcher Höhe eventuelle Mehrbedarfe anerkannt wurden.

## Höhe
Seit dem 1. Juli 2006 wurden Regelleistung und Regelsatz (auch Eckregelsatz genannt) in den neuen Bundesländern auf das Niveau der alten Bundesländer angehoben; die Leistungshöhe war seitdem in den alten und den neuen Bundesländern gleich. Zuvor betrug der Eckregelsatz in den alten Bundesländern 345 €, in den neuen Bundesländern 331 €. Vom 1. Juli 2007 bis 30. Juni 2008 betrug der Eckregelsatz 347 €. Seit 1. Juli 2008 betrug er 351 €.
Zum 1. Juli 2009 wurde der Regelsatz auf monatlich 359 € erhöht. Zum 1. Januar 2011 wurden anstelle des Regelsatzes nach langer Diskussion im Rahmen der Hartz-IV-Reform 2011 Regelbedarfsstufen eingeführt und für die Stufe 1 ein Betrag von 364 Euro festgesetzt.